# Котаракът в чизми
Котаракът в чизми (друго заглавие: Котаракът наставник, или Котаракът в чизми) е народна приказка, пресъздадена от Шарл Перо, която се намира и в първото издание на сборника на братя Грим: „Детски и домашни приказки“.
В нея се разказва за котарак, който може да говори и напътства своя господар. Той е хитър, амбициозен, умен, великодушен, верен приятел, ловък, смел, находчив, съобразителен, целеустремен и изобретателен. Помага на своя господар от бедняк да стане един от най-богатите в кралството мъже, да се ожени за принцесата и да стане господар на земите.
В приказката бащата на 3 братя умира, оставяйки едно магаре, мелница и котарак. Както се правило според по онова време, най-възрастният брат получава мелницата, средният брат получава магарето, а най-малкия – котарака.